# Opalgumpad tangara
Opalgumpad tangara (Tangara velia) är en fågel i familjen tangaror inom ordningen tättingar.

## Utbredning och systematik
Opalgumpad tangara delas in i fyra underarter i två grupper med följande utbredning:
- T. v. cyanomelas – kustnära sydöstra Brasilien (från Pernambuco till Rio de Janeiro)
- velia-gruppen
  - T. v. velia – Guyana och norra Amazonområdet i Brasilien
  - T. v. iridina – Colombia öster om Anderna till norra Bolivia och nordvästra Brasilien
  - T. v. signata – tropiska nordöstra Brasilien (söder om Amazonområdet i Pará)

Sedan 2016 urskiljer Birdlife International och naturvårdsunionen IUCN cyanomelas som den egna arten "silverbröstad tangara". 

## Status
IUCN hotkategoriserar underartsgrupperna (eller arterna) var för sig, båda som livskraftiga.